# The Best of Type O Negative
The Best of Type O Negative – drugi album kompilacyjny amerykańskiej grupy Type O Negative, wydany 12 września 2006 przez wytwórnię płytową Roadrunner Records. Zawiera głównie skrócone i edytowane wersje największych hitów zespołu, jak i również będący coverem Deep Purple utwór "Highway Star", który nie pojawił się nigdy wcześniej na żadnym wydawnictwie Type O Negative i jest ekskluzywny dla tej składanki.

## Lista utworów
1. "Unsuccessfully Coping With The Natural Beauty of Infidelity" – 12:36
2. "Christian Woman" (edit) – 4:28
3. "Black No. 1 (Little Miss Scare-All)" (edit) – 4:39
4. "Too Late: Frozen" – 7:52
5. "Love You to Death" (edit) – 4:50
6. "My Girlfriend's Girlfriend" – 3:48
7. "Cinnamon Girl" – 4:08 (cover Neila Younga)
8. "Everyone I Love is Dead" (4:39 edit) – 4:41
9. "Everything Dies" (edit) – 4:36
10. "Highway Star" – 5:56 (cover Deep Purple)
11. "I Don't Wanna Be Me" (radio edit) – 3:48
12. "Life is Killing Me" – 6:46

## Twórcy
- Peter Steele – śpiew, gitara basowa
- Kenny Hickey – gitara
- Josh Silver – instrumenty klawiszowe
- Sal Abruscato – perkusja w utworach 1-4
- Johnny Kelly – perkusja w utworach 5-12